# Drobnołuszczak żółtonogi

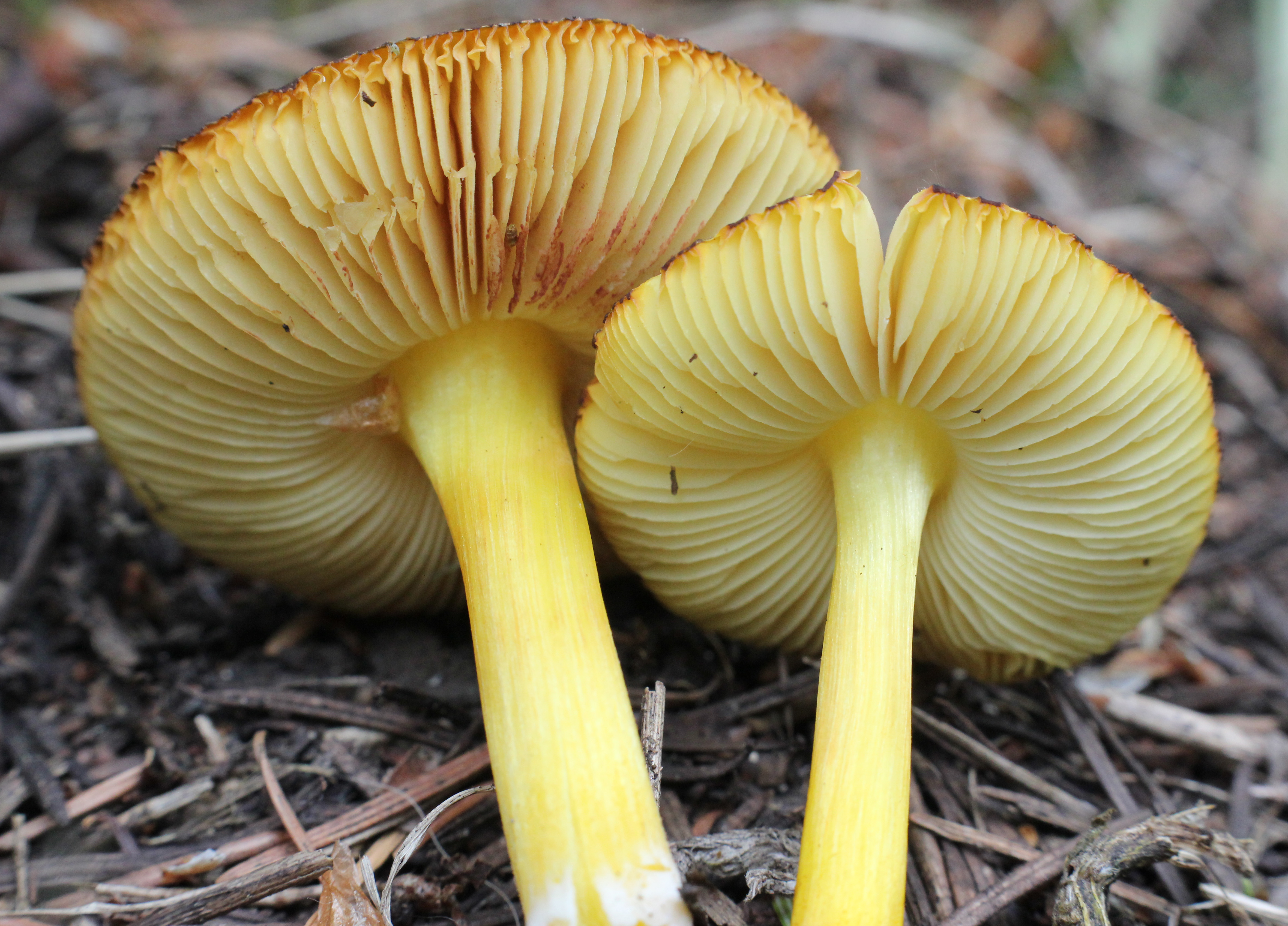

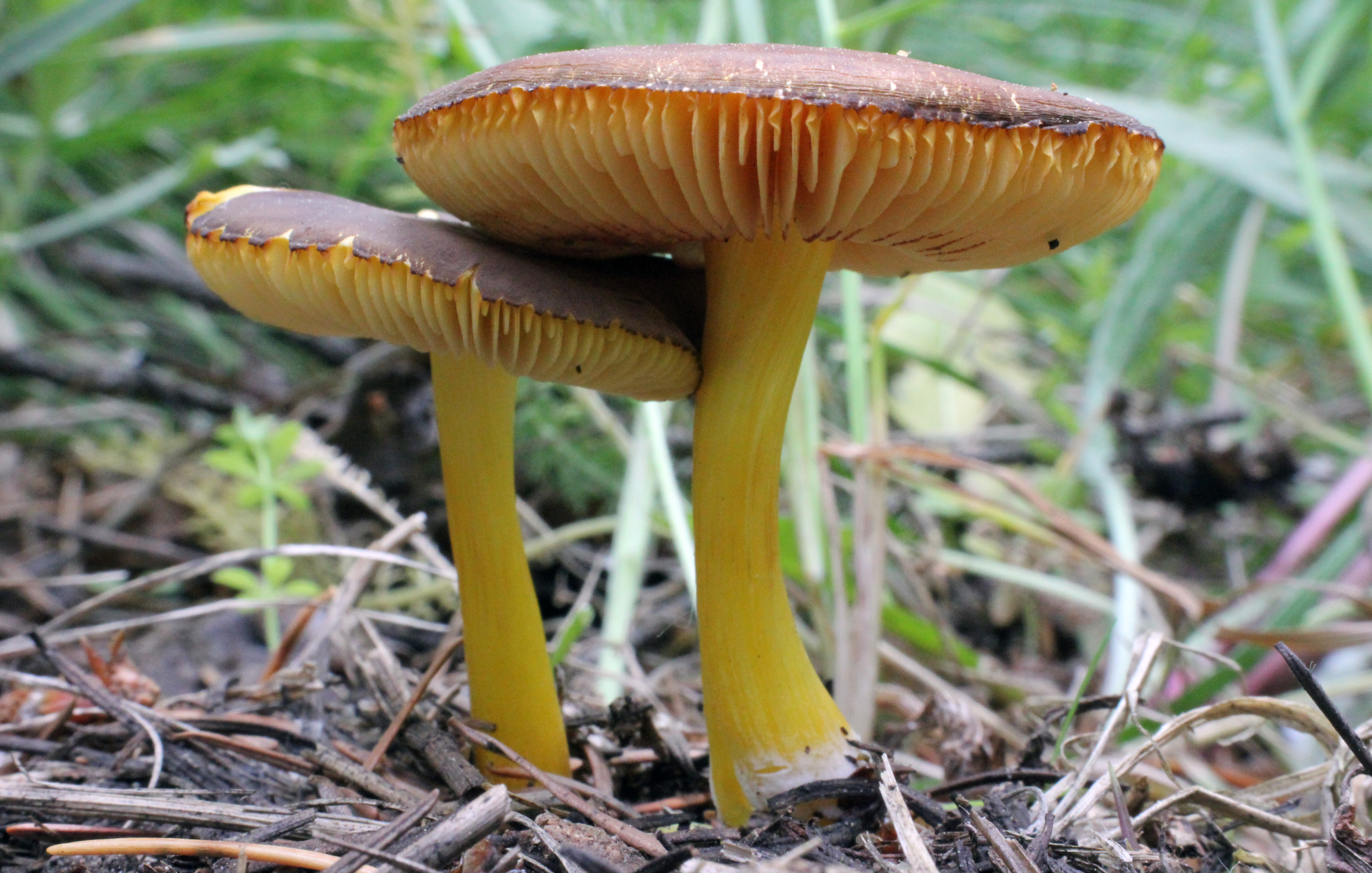

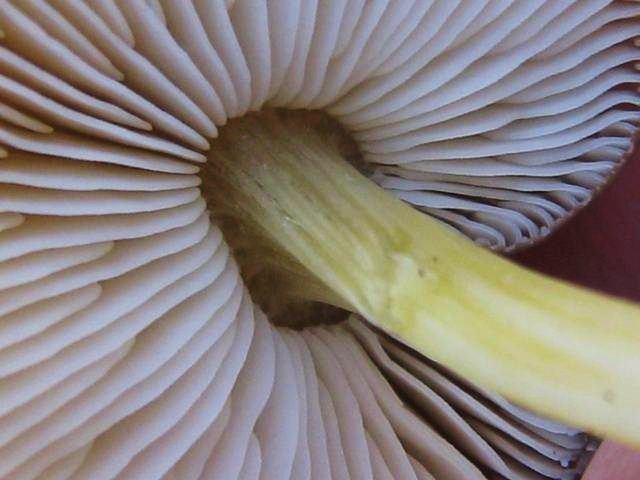

Drobnołuszczak żółtonogi (Pluteus romellii (Britzelm.) Sacc.) – gatunek grzybów należący do rodziny łuskowcowatych (Pluteaceae).

## Systematyka i nazewnictwo
Pozycja w klasyfikacji według Index Fungorum: Pluteus, Pluteaceae, Agaricales, Agaricomycetidae, Agaricomycetes, Agaricomycotina, Basidiomycota, Fungi.
Gatunek ten po raz pierwszy opisał w 1891 r. Max Britzelmayr, nadając mu nazwę Agaricus romellii. W 1895 r. Pier Andrea Saccardo przeniósł go do rodzaju Pluteus.
Synonimy:
- Agaricus nanus var. lutescens Fr. 1838
- Agaricus romellii Britzelm. 1891
- Pluteus lutescens (Fr.) Bres. 1929
- Pluteus nanus subsp. lutescens (Fr.) Konrad & Maubl. 1930
- Pluteus nanus var. lutescens (Fr.) P. Karst. 1879
- Pluteus romellii f. albidus Ferisin 2014
- Pluteus romellii f. luteoalbus (Ševčíková & Borov.) Lécuru 2019
- Pluteus romellii f. splendidus (A. Pearson) Lécuru 2019
- Pluteus romellii var. luteoalbus Ševčíková & Borov. 2017
- Pluteus splendidus A. Pearson 1952

Alina Skirgiełło w 1999 r. opisała go pod nazwą „łuskowiec żółtonogi”. Władysław Wojewoda w 2003 r. zaproponował nazwę „drobnołuszczak żółtonogi”.

## Morfologia
Kapelusz
Średnica 1,5–5 cm, u młodych okazów półkulisty, z wiekiem rozpościerający się, w stanie dojrzałym płasko wypukły, a nawet wklęsły. Powierzchnia barwy brązowej o różnej intensywności, z cytrynowym odcieniem albo w odcieniu umbry, słabo błyszcząca, matowa, pośrodku żyłkowana lub szorstka. Brzeg cienki, czasami falisty lub słabo promieniście żyłkowany.
Blaszki
Wolne, dość gęste, nieznacznie brzuchate, o szerokości do 8 mm, początkowo żółte, potem różowe i różowołososiowe. Ostrza tej samej barwy.
Trzon
Wysokość 2–8 cm, grubość do 0,2–0,5 cm. Walcowaty, czasami ze zgrubiałą podstawą, początkowo pełny, potem pusty. Powierzchnia u młodych okazów górą biała i jedwabiście prążkowana, dołem cytrynowożółta, u starszych okazów cała cytrynowa. Pierścienia brak.
Miąższ
Białokremowy, w stanie wilgotnym z seledynowym lub żółtoszarym odcieniem, o nieokreślonym zapachu i bez wyraźnego smaku.
Cechy mikroskopowe
Wysyp zarodników łososioworóżowy. Zarodniki 5–7 × 4,5–6 µm, szeroko elipsoidalne, czasem wąsko elipsoidalne lub kuliste. Cheilocystydy o kształcie odwrotnie gruszkowatym, maczugowatym lub workowatym, bezbarwne, krótka i uciętą szyjką, 25–60 × 10–30 µm. Pleurocystydy nieliczne, o wymiarach 30–60 × 18–21 µm, bezbarwne, szeroko maczugowate lub workowate z krótką szyjką. Strzępki w skórce kapelusza tworzą palisadową warstwę, ich szczytowe elementy są przeważnie kuliste, rzadko wydłużone, 30–50 × 15–30 µm. Wszystkie mają zawartość brązowej barwy.

## Występowanie
Opisano występowanie tego gatunku w Ameryce Północnej, Europie, Japonii i Australii. W. Wojewoda w zestawieniu grzybów wielkoowocnikowych Polski w 2003 r. podaje kilkanaście stanowisk z uwagą, że jego rozprzestrzenienie w Polsce i stopień zagrożenia nie są znane.
Grzyb saprotroficzny. Występuje w lasach na martwym drewnie drzew liściastych, zwłaszcza buka, lipy. Rozwija się na pniakach i opadłych gałęziach drzew, rzadziej na ziemi. Owocniki od maja do listopada.

## Gatunki podobne
Żółta barwa trzonu, brązowy kapelusz i żółtawe blaszki u młodych okazów są charakterystycznymi cechami tego gatunku umożliwiającymi łatwe jego odróżnienie od innych grzybów. Jednak należy sprawdzić cechy mikroskopowe, a w szczególnie komórki skórki kapelusza. Ich zakończenia zazwyczaj są kuliste, podczas gdy u drobnołuszczaka żółtawego (Pluteus leoninus) są wrzecionowate.